# 鉢場社
鉢場社（越南语：／）是越南首都河內市下轄的一个社。
該社以陶瓷工艺著称，自12世紀開始便引進中國的制陶技藝，經過代代相傳，這裏已經成為越南主要的制陶村。

## 建置沿革
2024年11月14日，越南国会常务委员会通过决议，自2025年1月1日起，东畬社并入鉢場社。

## 行政区划
鉢場社下辖5村：
- 江皋村一村（Thôn 1 Giang Cao）
- 江皋村二村（Thôn 2 Giang Cao）
- 江皋村三村（Thôn 3 Giang Cao）
- 鉢場古村一村（Thôn 1 làng cổ Bát Tràng）
- 鉢場村二村（Thôn 2 Bát Tràng）